# 聴音機

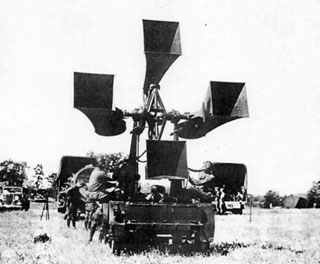
アメリカ軍の空中聴音機。1935年。

聴音機（ちょうおんき）とは、空気中・水中・地中などの音波を聞き取る装置のことである。この項目では聴音装置のうち、主に空中聴音機について説明する。空中聴音機は主に軍事的な防空監視において夜間、または霧、雲などの気象条件が悪く、目視によって航空機を特定できない状況下で使用された。
現代でもウクライナで安価な探知方法として使用されている。

## 概要
空中聴音機では音響探知が用いられる。音響探知とは、探知するべき対象の、距離と方向を測定するために、音響を用いる技術と科学である。探知は能動的または受動的に行うことができ、気体（例としては空気）、液体（例としては水）、また固体（例としては地中）などが探知場所となる。
- 能動型音響探知には、音響の反射を作り出すために音波を発振することも含まれる。反射音は、問題とされている対象の位置を決定するために分析される。
- 受動型音響探知には、探知するべき対象によって発振されている音や振動を探しだすことも含まれる。音響は、対象の位置を特定するために分析される。

これらの技術は水中で使用され、ソナーとして広く知られている。パッシブソナーとアクティブソナーは、両方とも広汎に使用されている。
音響反射鏡と音響反射板は、マイクを使用する時には受動型音響探知方式を用いる。しかしこれは、スピーカーに用いる際には能動型探知方式を意味する。通常、探知には複数の機材が使用される。探知はいくつかの聴音機間で測定し、三角測量される。

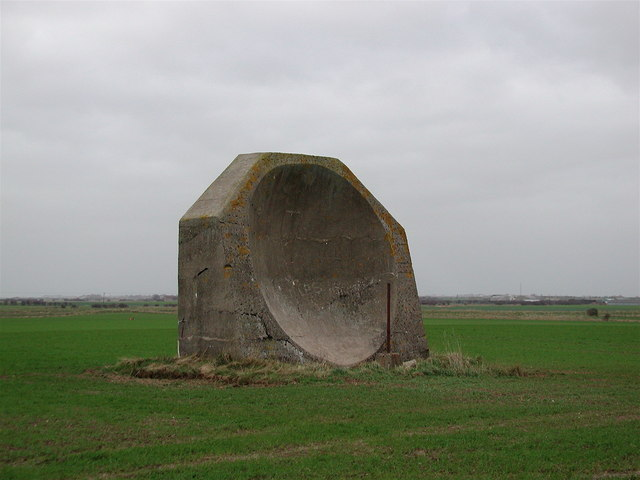
第一次世界大戦時、イギリス本土防空のために設けられた音響反射鏡。

空中にある対象の音響探知は、軍用機が登場した第一次世界大戦の中期から行われ、第二次世界大戦の初期まで用いられた。空中聴音機は航空機を受動的に探知する機材であり、エンジンの騒音を探り出すものだった。空中聴音機はレーダーの導入により、第二次世界大戦の以前から中期にかけて時代遅れになっていった。しかしレーダーは迎撃用としてはるかに効率的だったが音響探知には曲がり角や丘を越えて探知可能な点に有利さがあった。
日本軍の使用した空中聴音機には九五式大空中聴音機、九〇式大空中聴音機、九〇式小空中聴音機がある。これらが配備される以前には反射鏡型空中聴音機が導入されており、1930年（昭和5年）まで用いられた。空中聴音機は主として、要地防空の際に、対空照明の諸元測定、ならびに対空警戒用に用いるものとされた。これらの聴音機の精度は、固定音源に対し、方向と高低の誤差が約一度におさまるというものだった。聴音距離は九五式大空中聴音機で約8kmが限度だった。
レーダーの実用化、配備の遅れから、日本軍では太平洋戦争終戦時にも高射部隊に相当数が配備されていた。また「聴音壕」も各地に造られた。音を聞き取りやすいように、人家などから離れた静かな場所に円筒形またはラッパ形の施設を煉瓦で建てた。青少年らも動員して、双眼鏡による目視も併用して日本本土空襲に飛来する米軍機の探知を図った。このほかにも視覚障害者をアメリカ軍機の音を録音したレコードで訓練し、人間を聴音機の代わりとした「防空監視員」も導入されていた。

### 21世紀の聴音機
ウクライナで2人のエンジニアに現代の聴音機が開発された。センサーには安価なマイクを使用しつつ、数千台もの聴音機をネットワークで連携することで非常に優れた性能を発揮する。何よりレーダーより遥かに安い。

## 構造

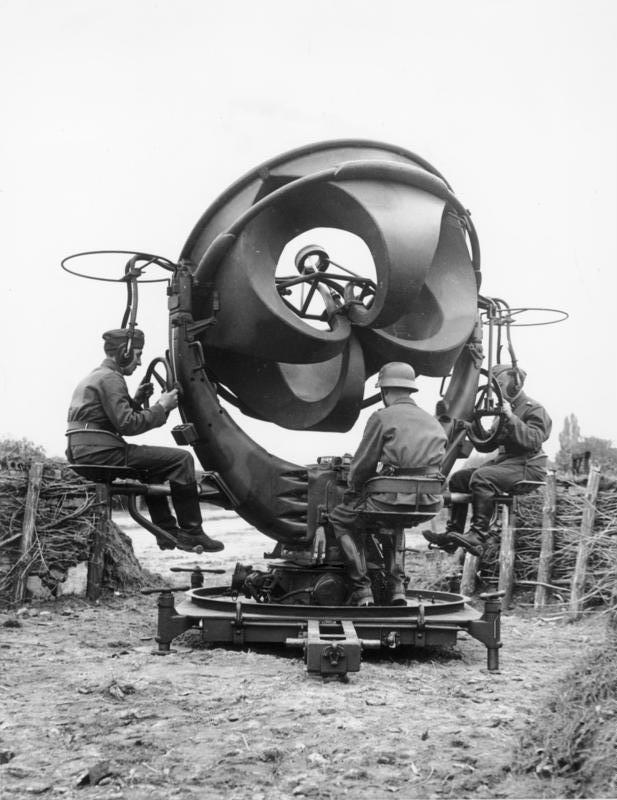
ドイツ軍の空中聴音機。1939年。

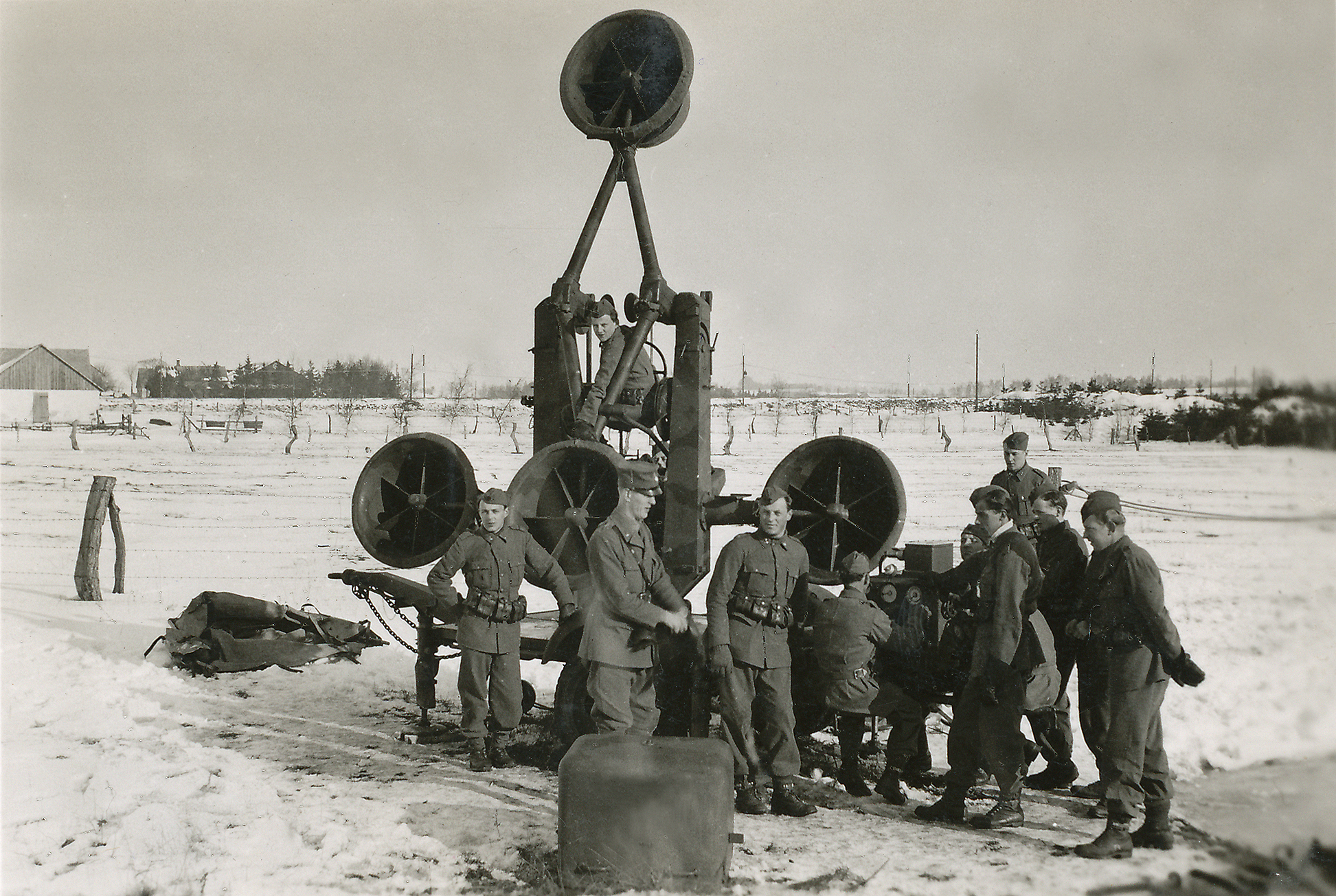
スウェーデン軍の空中聴音機。1940年。

空中聴音機の大きさは、野戦で用いる携帯式のものから、トラックに車載するような大型のもの、固定式のものなど様々である。
空中聴音機は方向と高低を特定するためにラッパや凹面鏡のような集音装置を備え、音を導音して受音器で聞き取った。音源の方向と高低の特定は、音を聞き取る操作員が、音響が正面から来ていると感じ取ることで行われた。しかし、音響は気象条件、湿度、温度、風向等の条件によって大きく変化した。また雨天の際には集音部のラッパに水がたまるため、点検して除去する必要があった。
聴音によって特定できる航空機の位置は常にずれている。数キロメートル離れた場所からの音波は、聴音するまでに数秒がかかり、その間に航空機は聴音によって特定された位置から離れている。照空、射撃に用いるには、この誤差を修正する必要があった。
聴音機で特定した、航空機が過去に存在した位置に、時差とおおよその航空機の速度の修正を加えたものが、現在、航空機の飛行している位置である。日本軍の使用した九五式大空中聴音機の場合、歯車によって航空機の過去位置から現在位置へとデータを自動修正するための、操縦機方向連動機と操縦機高低連動機が搭載されていた。
これらの修正装置は、第一修正機と呼ばれるシステムへ、軸と歯車の運動によって機械的にデータを伝達した。方向歪輪軸と高低歪輪軸へ運動が伝達されると、歪輪軸の歯車は修正値を自動的に出力した。この方向・高低歪輪軸の修正データは、歯車と軸の運動を介して計算機甲・乙・丙に伝えられた。計算機甲は、高空の風速を算出し、第一修正機の方向連動機に方向修正角度を伝達するための計算機である。計算機乙は高空風を考慮に入れた修正角度を第一修正機の高低連動機に伝えた。計算機丙は温度による高低角修正量を第一修正機の高低連動機に伝えるための装置だった。
最終的な修正データは高低・方向連動機を介して第二修正機へ伝達された。第二修正機は、余切板と呼ばれるガラス盤上に投光機からの光線を映し出すものであり、航空機の飛行する航跡を聴測手が知ることができた。

## 聴測
聴測手は目標を聴測し続け、目標の高度と速度を計算手に伝える。さらに目標高度に対する風速と風向を算出し、第一修正機の風速・高度・風向目盛板を設定する。聴測結果は機械的に自動補正され、第二修正機のガラス盤上へ、投光機からの光線によって投影される軌跡を描画し、平均航跡を算出する。平均航跡の延長線と、速度に対する投光器投影の同心円の交点により、各時点での目標の現在位置を求めることができた。

## 水中聴音機
軍艦が水中に潜む潜水艦を探知する為に用いる聴音機は水中聴音機と呼ばれ、ソナーの一種であるが自らは音波を発しない受信専用のものとなる為、パッシブ・ソナーとも呼ばれる。空中聴音機と同じく複数のマイクロフォンにより水中の音を捉える仕組みであるが、単艦では概ねどの方向からどの程度の大きさの音が来るか程度しか分からない為、同時に複数の艦船で聴音を行い、その結果を基に三角測量から音源の正確な位置を割り出す戦法を採る事が多い。また、聴音機から聞こえる音の内容からその物体が何であるかを洞察する必要もしばしば生じる為、聴音機の担当員には高度な経験と知識が要求される。
水中聴音機は、レーダーと同様に自ら音波又は超音波を発して探知を行う水中探信儀（アクティブ・ソナー）と比較して、敵に逆探知される危険性が低い反面、水中聴音機が装備された艦船自体が放つエンジン音や、水面の波浪などの騒音にも測定結果が影響される為、水中探信儀よりも探知距離が短く、潜水艦よりも水上艦の方がより不利になる傾向がある。日本海軍の九三式水中聴音機を例に取ると、潜水艦の場合は水中で静止中など最も条件が良い場合で15000mから30000mの探知距離を持つが、駆逐艦陽炎の場合8ノットで3200m、12ノットで1400m、14ノットで1000mであった。
日本海軍は主に潜水艦に水中聴音機、水上艦に水中探信儀を装備した。連合軍のうちアメリカ海軍は用兵の都合上アクティブ・ソナーのみを搭載する構成であった。日本海軍の水中聴音機は連合軍艦艇の装備しているアクティブ・ソナー(概ね800-1600m前後)と比較して装置単体ではダイナミックマイクを用いるために高性能であったが、艦艇の機関の振動対策などに問題があり実用的な探知距離では遅れを取った。また連合軍が整備に力を入れた、ソナーで探知した情報を連続的に記録・分析する周辺機器を欠いていた事や、ヘッジホッグなどの前投型の対潜迫撃砲、ひいてはソナーの探知結果を対潜兵器の照準と連動させる為の統合的なシステムを欠いていた為、個々の機器の性能や聴音員の技量は優れていてもその結果を対潜水艦戦闘に有効に生かす事が出来なかった。

## 地中の音響探知
要塞に対し、壕を掘って前進し、地中から爆破する戦術がとられたが、坑道内部から目標の方向を探知するために、日本軍は地中聴音機を開発した。八七式地中聴音機や、八九式木桿地中聴音機などがある。
八七式地中聴音機は方向角の測定誤差が約一度だった。これは聴音機2個と方向測定具1個から構成された。地中からの音は受音部に導かれ、内部に配置された錐体の慣性と、振動板の振動と空積を利用して振動を増幅した。使用方法は、左右の聴音機から音が同等に聞こえるよう聴音機を向け、左右の聴音機の作る直線と、垂直の方向を求めるものだった。